# Universidad Nacional de Itapúa
La Universidad Nacional de Itapúa (UNI) fue creada el 3 de diciembre de 1996 en la ciudad de Encarnación, capital del departamento de Itapúa, siendo una de las principales universidades estatales del Paraguay. Tiene sedes en seis distritos del departamento de Itapúa, sin contar con la sede central de la ciudad de Encarnación.
En poco más de veinte años de existencia, actualmente la Universidad cuenta con más de seis mil estudiantes, y siete facultades, con varias carreras de grado y posgrado, entre maestrías, doctorados, diplomados, especializaciones, becas, residencia universitaria, etc; siendo así una de las universidades más importantes de la región.

## Historia
La Universidad Nacional de Itapúa fue creada por Ley N.º 1009, de fecha 3 de diciembre de 1996. Su proyecto de creación fue presentado el 25 de marzo de 1995, a cargo de un connotado equipo de profesionales de la región y presidido por el Abg. Lorenzo Zacarías López, entonces Intendente de la ciudad de Encarnación. Para hacer realidad este sueño, el 24 de junio de 1995, se conformó una Comisión Central Coordinadora, integrada por representantes y autoridades departamentales, educacionales, políticos, empresarios y profesionales de la ciudad. Tras numerosos esfuerzos emprendidos, el 7 de noviembre de 1996, el Consejo de Universidades resuelve la creación y el funcionamiento de la UNI con la habilitación de las dos primeras carreras de grado: Medicina e Ingeniería Electromecánica.
Así, el 26 de noviembre de 1996 se aprueba la Ley 1009 a través de la Cámara de Diputados y dos días más tarde, por la Cámara de Senadores, quien la sanciona. Finalmente, el 3 de diciembre del mismo año, el Poder Ejecutivo promulga esta Ley y es creada la UNI, quien se rige por la Ley de Universidades (Nº136/93) y su actual Estatuto. Precisamente, el 19 de marzo de 1998 se lleva a cabo la primera Asamblea Universitaria para elegir al primer Rector y Vicerrector. Fueron elegidos, entonces, el Abg. Lorenzo Luciano Zacarías López y el Ing. Hildegardo González Irala, Rector y Vicerrector, respectivamente.
Constituidas las principales autoridades del Consejo Directivo de las Facultades de Ingeniería, Medicina, Ciencias Económicas y Administrativas, inicia las primeras sesiones del nuevo Consejo Superior Universitario (CSU), máximo órgano de gobierno universitario. Pronto el Estatuto, que fue originalmente presentado, fue modificado parcialmente y aprobado en la segunda convocatoria a Asamblea Universitaria, el 20 de octubre de 1998, por Resolución N.º 002/98. Con estos acontecimientos inicia la primera etapa de gestión de gobierno (1998/2003).
El actual Campus de Encarnación fue inaugurado el 15 de febrero de 2003 con apenas 20.000m². Hoy día cuenta con 37.606 m² de superficie, 16.748 m² de construcción. En el periodo 2003-2008 se crean las diversas sedes de la UNI en el interior del departamento, y se crea la Escuela de Posgrado. Actualmente la UNI se rige por la Ley de Universidades N.º 4995/2013 y por su propio Estatuto.
Las "UNImpiadas" son realizadas en el mes de septiembre desde el año 2001, que es el evento competitivo más importante de la Universidad, donde las facultades se enfrentan entre sí en diferentes modalidades deportivas y demás.

## Unidades Académicas
- Facultad de Ingeniería
- Facultad de Ciencias Agropecuarias y Forestales
- Facultad de Ciencias Económicas y Administrativas
- Facultad de Ciencias Jurídicas
- Facultad de Ciencias y Tecnología
- Facultad de Humanidades, Ciencias Sociales y Cultura Guaraní
- Facultad de Medicina[6]